# Radim Pařízek
Radim Pařízek (1. listopadu 1953 Český Těšín – 2. března 2021) byl leader a bubeník heavy metalové kapely Citron a podnikatel v oblasti médií. Na Přírodovědecké fakultě Masarykovy univerzity v Brně získal titul RNDr.
Byl majitelem Rádia Čas, Čas Rock, Čas Country, dříve i rádia Hey, byl i majitel Televize Relax, Rebel, později Ltv Plus a chtěl koupit tv Retro, ale z prodeje sešlo.
Byl také jednatelem společnosti Digital Broadcasting s.r.o., která provozuje digitální televizní multiplex 24 v DVB-T2 a dříve multiplex 4 a Regionální síť 7 v DVB-T.

## Kapela Citron
S kapelou Citron byl Radim Pařízek už od roku 1979, vydali tři zlaté desky, prodali více než milion hudebních nosičů a v roce 1988 získali cenu Zlatého Slavíka.

## Podnikání
V médiích podnikal od r. 1998, Radim Pařízek byl majitelem Radia Čas, jedné z nejposlouchanějších rozhlasových stanic na Moravě, Radia Čas Rock, televizních stanic Relax a Rebel a provozovatelem slevového portálu Radiomat. Provozoval také digitální multiplexy 4, 7 a 24.
Provozoval také nahrávací studia Citron.